# Liste der Einträge im National Register of Historic Places im Wood County (West Virginia)
Diese Liste der Einträge im National Register of Historic Places im Wood County (West Virginia) enthält alle im Wood County, West Virginia in das National Register of Historic Places eingetragenen Gebäude, Bauwerke, Objekte, Stätten oder historischen Distrikte.
Diese Liste entspricht dem Bearbeitungsstand des National Park Service/National Register of Historic Places vom 4. Oktober 2024.

## Legende
| NRHP | Historic Place             |
| HD   | National Historic District |

## Aktuelle Einträge
| [ 2 ] | Name                                                        | Bild                                                        | Eintragsdatum                  | Lage | Ort                    | Beschreibung |
| ----- | ----------------------------------------------------------- | ----------------------------------------------------------- | ------------------------------ | --- | ---------------------- | ------------ |
| 1     | Avery Street Historic District                              | weitere Bilder                                              | 15. Apr. 1986 ID-Nr. 86000849  | zwischen der Nineteenth, Spring, Quincy, Eighth und Market Sts. 39° 16′ 15″ N, 81° 33′ 18″ W                                                               | Parkersburg            |              |
| 2     | Bethel AME Church                                           | Bethel AME Church                                           | 8. Okt. 1998 ID-Nr. 82001767   | 820 Clay St. 39° 15′ 58″ N, 81° 33′ 18″ W | Parkersburg            |              |
| 3     | Bethel Presbyterian Church                                  | Bethel Presbyterian Church                                  | 31. März 2014 ID-Nr. 14000107  | 7132 Old St. Marys Pike 39° 19′ 57,2″ N, 81° 25′ 17,6″ W                                                                                                   | Waverly                |              |
| 4     | W. H. Bickel Estate                                         | W. H. Bickel Estate                                         | 11. Feb. 2004 ID-Nr. 04000027  | Number One Bickel Mansion Dr. 39° 14′ 52″ N, 81° 35′ 17″ W                                                                                                 | Parkersburg            |              |
| 5     | Blennerhassett Hotel                                        | weitere Bilder                                              | 10. Dez. 1982 ID-Nr. 82001768  | 316 Market St. 39° 15′ 54″ N, 81° 33′ 42″ W | Parkersburg            |              |
| 6     | Blennerhassett Island Historic District                     | weitere Bilder                                              | 7. Sep. 1972 ID-Nr. 72001294   | am Ohio River, südlich von Parkersburg 39° 16′ 19″ N, 81° 37′ 12″ W                                                                                        | Parkersburg            |              |
| 7     | Carnegie Library                                            | Carnegie Library                                            | 8. Okt. 1982 ID-Nr. 82001769   | 725 Green St. 39° 15′ 56″ N, 81° 33′ 22″ W | Parkersburg            |              |
| 8     | Case House                                                  | Case House                                                  | 8. Okt. 1982 ID-Nr. 82001770   | 710 Ann St. 39° 16′ 9″ N, 81° 33′ 33″ W | Parkersburg            |              |
| 9     | Citizens National Bank                                      | Citizens National Bank                                      | 8. Okt. 1982 ID-Nr. 82001772   | 219 4th St. 39° 15′ 56″ N, 81° 33′ 42″ W | Parkersburg            |              |
| 10    | Cook House                                                  | Cook House                                                  | 7. Juni 1978 ID-Nr. 78002812   | 1301 Murdoch Ave. 39° 16′ 29″ N, 81° 33′ 20″ W | Parkersburg            |              |
| 11    | Downtown Parkersburg Historic District                      |                                                             | 16. Nov. 2023 ID-Nr. 100009541 | Teilbereiche der Juliana, Market, Avery, Second und Eighth Streets, mit der Williams Court Alley und Phillips Court Alley 39° 15′ 55,1″ N, 81° 33′ 42,1″ W | Parkersburg            |              |
| 12    | Henry Cooper House                                          | Henry Cooper House                                          | 6. Feb. 1986 ID-Nr. 86000828   | Park Ave. 39° 16′ 18″ N, 81° 31′ 48″ W | Parkersburg            |              |
| 13    | Elks Club                                                   | Elks Club                                                   | 8. Okt. 1982 ID-Nr. 82001773   | 515 Juliana St. 39° 16′ 2″ N, 81° 33′ 39″ W | Parkersburg            |              |
| 14    | First Baptist Church                                        | First Baptist Church                                        | 10. Dez. 1982 ID-Nr. 82001774  | 813 Market St. 39° 16′ 5″ N, 81° 33′ 25″ W | Parkersburg            |              |
| 15    | First Presbyterian Church/Calvary Temple Evangelical Church | weitere Bilder                                              | 10. Dez. 1982 ID-Nr. 82001775  | 946 Market St. 39° 16′ 6″ N, 81° 33′ 18″ W | Parkersburg            |              |
| 16    | Fort Boreman                                                | Fort Boreman                                                | 17. Apr. 2003 ID-Nr. 02001690  | am Zusammenfluss von Little Kanawha River und Ohio River 39° 15′ 41,8″ N, 81° 34′ 6,5″ W                                                                   | Parkersburg            |              |
| 17    | Gould House/Greater Parkersburg Chamber of Commerce         | Gould House/Greater Parkersburg Chamber of Commerce         | 8. Okt. 1982 ID-Nr. 82001776   | 720 Juliana St. 39° 16′ 5″ N, 81° 33′ 29″ W | Parkersburg            |              |
| 18    | Henderson Hall Historic District                            | weitere Bilder                                              | 17. Apr. 1986 ID-Nr. 86000811  | County Road 21/2, in der Nähe der West Virginia Route 14 39° 22′ 40″ N, 81° 28′ 58″ W                                                                      | Williamstown           |              |
| 19    | House at 10th and Avery Streets                             | House at 10th and Avery Streets                             | 10. Dez. 1982 ID-Nr. 82001777  | 10th und Avery Sts. 39° 16′ 10″ N, 81° 33′ 12″ W | Parkersburg            |              |
| 20    | Jackson Memorial Fountain                                   | weitere Bilder                                              | 23. Aug. 1984 ID-Nr. 84003686  | Park Avenue und 17th Street 39° 16′ 11″ N, 81° 31′ 55″ W                                                                                                   | Parkersburg            |              |
| 21    | Julia-Ann Square Historic District                          | Julia-Ann Square Historic District                          | 24. Mai 1977 ID-Nr. 77001380   | beidseitig von Juliana und Ann Sts., vom örtlichen Friedhof zur 9th Street 39° 16′ 16″ N, 81° 33′ 21″ W                                                    | Parkersburg            |              |
| 22    | Isaac F. Lane House                                         | Isaac F. Lane House                                         | 26. Juni 2019 ID-Nr. 100003252 | 1399 Waverly Rd. 39° 21′ 27,4″ N, 81° 24′ 18,4″ W | Williamstown, Siedlung |              |
| 23    | Henry Logan Memorial AME Church                             | weitere Bilder                                              | 16. Dez. 1982 ID-Nr. 82001778  | Ann and 6th Sts. 39° 16′ 6″ N, 81° 33′ 40,5″ W | Parkersburg            |              |
| 24    | Masonic Temple                                              | Masonic Temple                                              | 8. Okt. 1982 ID-Nr. 82001779   | 900 Market St. 39° 16′ 4″ N, 81° 33′ 22″ W | Parkersburg            |              |
| 25    | Mather Building/Franklin & DeHaven Jewelers                 | Mather Building/Franklin & DeHaven Jewelers                 | 8. Okt. 1982 ID-Nr. 82001780   | 405 Market St. 39° 15′ 55,4″ N, 81° 33′ 42,6″ W | Parkersburg            |              |
| 26    | Meldahl House                                               |                                                             | 17. Mai 1991 ID-Nr. 91000550   | Washington Bottom Rd., in der Nähe der West Virginia Route 892 39° 13′ 27,6″ N, 81° 40′ 57″ W                                                              | Washington             |              |
| 27    | Dr. W. W. Monroe House                                      | Dr. W. W. Monroe House                                      | 1. Aug. 2012 ID-Nr. 12000469   | 1703 Park Avenue 39° 16′ 9,5″ N, 81° 31′ 57,7″ W | Parkersburg            |              |
| 28    | George Neale Jr. House                                      | George Neale Jr. House                                      | 10. Jan. 1980 ID-Nr. 80004045  | 331 Juliana St. 39° 15′ 58″ N, 81° 33′ 46″ W | Parkersburg            |              |
| 29    | Oakland                                                     | Oakland                                                     | 29. Mai 1979 ID-Nr. 79002604   | 1131 7th St. 39° 15′ 52″ N, 81° 32′ 36″ W | Parkersburg            |              |
| 30    | Oeldorf Building/Wetherell's Jewelers                       | Oeldorf Building/Wetherell's Jewelers                       | 10. Dez. 1982 ID-Nr. 82001781  | 809 Market St. 39° 16′ 4″ N, 81° 33′ 25,4″ W | Parkersburg            |              |
| 31    | Parkersburg High School-Washington Avenue Historic District | Parkersburg High School-Washington Avenue Historic District | 16. Juli 1992 ID-Nr. 92000895  | Washington Ave., von der Park Ave. zur Dudley Ave., inklusive der 2101 Dudley Avenue 39° 16′ 34″ N, 81° 32′ 23″ W                                          | Parkersburg            |              |
| 32    | Parkersburg Women's Club                                    | Parkersburg Women's Club                                    | 8. Okt. 1982 ID-Nr. 82001782   | 323 9th St. 39° 16′ 2″ N, 81° 33′ 21″ W | Parkersburg            |              |
| 33    | St. Francis Xavier Church                                   | weitere Bilder                                              | 22. Dez. 1978 ID-Nr. 78002813  | 532 Market St. 39° 15′ 58″ N, 81° 33′ 35″ W | Parkersburg            |              |
| 34    | Sharon Lodge No. 28 IOOF                                    | Sharon Lodge No. 28 IOOF                                    | 8. Okt. 1982 ID-Nr. 82001784   | 316 5th St. 39° 15′ 55″ N, 81° 33′ 37″ W | Parkersburg            |              |
| 35    | Sixth Street Railroad Bridge                                | weitere Bilder                                              | 10. Dez. 1982 ID-Nr. 82001785  | 6th Street 39° 16′ 14,8″ N, 81° 33′ 54,1″ W | Parkersburg            |              |
| 36    | Smith Building                                              | Smith Building                                              | 10. Dez. 1982 ID-Nr. 82001786  | 310½ Market St. 39° 15′ 53″ N, 81° 33′ 44″ W | Parkersburg            |              |
| 37    | W.H. Smith Hardware Company Building                        | W.H. Smith Hardware Company Building                        | 2. Mai 2003 ID-Nr. 03000349    | 119 3rd St. 39° 15′ 58″ N, 81° 33′ 49″ W | Parkersburg            |              |
| 38    | Smoot Theater                                               | Smoot Theater                                               | 8. Okt. 1982 ID-Nr. 82001787   | 213 5th St. 39° 15′ 59″ N, 81° 33′ 39″ W | Parkersburg            |              |
| 39    | Tavenner House                                              | Tavenner House                                              | 10. Nov. 1982 ID-Nr. 82001788  | 2401 Camden Ave. 39° 15′ 19″ N, 81° 33′ 4″ W | Parkersburg            |              |
| 40    | Tomlinson Mansion                                           | Tomlinson Mansion                                           | 24. Juli 1974 ID-Nr. 74002022  | 901 W. 3rd St. 39° 24′ 2″ N, 81° 27′ 49″ W | Williamstown           |              |
| 41    | Tracewell House                                             |                                                             | 26. Apr. 1991 ID-Nr. 91000450  | West Virginia Route 95, westlich der Gihon Road 39° 14′ 54″ N, 81° 35′ 24″ W                                                                               | Parkersburg            |              |
| 42    | Trinity Episcopal Church Rectory                            | Trinity Episcopal Church Rectory                            | 10. Dez. 1982 ID-Nr. 82001789  | 430 Juliana St. 39° 15′ 59,4″ N, 81° 33′ 41″ W | Parkersburg            |              |
| 43    | Trinity Protestant Episcopal Church                         | weitere Bilder                                              | 10. Dez. 1982 ID-Nr. 82001790  | 424 Juliana St. 39° 15′ 59″ N, 81° 33′ 41″ W | Parkersburg            |              |
| 44    | Union Trust & Deposit Co./Union Trust National Bank         | Union Trust & Deposit Co./Union Trust National Bank         | 8. Okt. 1982 ID-Nr. 82001791   | 700 Market St. 39° 16′ 1″ N, 81° 33′ 29″ W | Parkersburg            |              |
| 45    | Peter G. Van Winkle House                                   | Peter G. Van Winkle House                                   | 8. Okt. 1982 ID-Nr. 82001792   | 600 Juliana St. 39° 16′ 2″ N, 81° 33′ 35″ W | Parkersburg            |              |
| 46    | Walton Wait House                                           | Walton Wait House                                           | 10. Dez. 1982 ID-Nr. 82001793  | 1232 Murdoch Ave. 39° 16′ 27″ N, 81° 33′ 19″ W | Parkersburg            |              |
| 47    | Windmill Quaker State                                       | Windmill Quaker State                                       | 8. Okt. 1982 ID-Nr. 82001795   | 800 Murdoch Ave. 39° 16′ 11″ N, 81° 33′ 32″ W | Parkersburg            |              |
| 48    | Wood County Courthouse                                      | weitere Bilder                                              | 29. Aug. 1979 ID-Nr. 79002606  | Court Square, inklusive der 3rd und Market Street 39° 15′ 53″ N, 81° 33′ 46″ W                                                                             | Parkersburg            |              |

## Ehemalige Einträge
| [ 2 ] | Name                                          | Bild | Eintragsdatum                 | Lage                | Ort         | Beschreibung                                          |
| ----- | --------------------------------------------- | ---- | ----------------------------- | ------------------- | ----------- | ----------------------------------------------------- |
| 1     | Chancellor Hardware                           |      | 10. Dez. 1982 ID-Nr. 82001771 | 114 3rd St.         | Parkersburg | Nicht erhalten                                        |
| 2     | Guaranty Building                             |      | 8. Okt. 1982 ID-Nr. 82001891  | 217 4th St.         | Parkersburg | Nicht erhalten, bzw. am 29. Januar 1992 abgerissen    |
| 3     | Parkersburg City Hall                         |      | 11. Dez. 1979 ID-Nr. 79002605 | 5th und Market Sts. | Parkersburg | Nicht erhalten, bzw. im Jahr 1980 abgerissen          |
| 4     | Robb Apartments                               |      | 8. Okt. 1982 ID-Nr. 82001783  | 201 8th St.         | Parkersburg | Nicht erhalten, bzw. am 28. September 1987 abgerissen |
| 5     | West Central WV Community Action Assoc., Inc. |      | 8. Okt. 1982 ID-Nr. 82001794  | 804 Ann St.         | Parkersburg |                                                       |